# James Bond (ornitologo)
James Bond (Filadelfia, 4 gennaio 1900 – Filadelfia, 14 febbraio 1989) è stato un ornitologo statunitense.
Il suo nome ha ispirato lo scrittore Ian Fleming per l'agente 007.

## Biografia
Bond nacque a Filadelfia e lavorò come ornitologo alla Accademia di Scienze Naturali nella stessa città. Esperto di uccelli caraibici, scrisse il libro di riferimento in questa materia: Birds of the West Indies, pubblicato nel 1936 e tuttora in stampa nella quinta edizione (ISBN 0618002103). 
Bond vinse la Musgrave Medal dell'Institute of Jamaica nel 1952; la Brewster Medal della American Ornithologists Union nel 1954; la Leidy Medal della Academy of Natural Sciences nel 1975. 
Morì al Chestnut Hill Hospital a Filadelfia all'età di 89 anni.

## Ian Fleming e James Bond
- Ian Fleming, che era un bird watcher dilettante in Giamaica, conosceva bene il libro di Bond, e diede il nome del suo autore all'eroe di Casino Royale, nel 1953, apparentemente perché cercava un nome che fosse "il più ordinario possibile". Fleming scrisse alla moglie del vero Bond, "mi ha colpito che questo nome breve, poco romantico, anglosassone: era proprio quello di cui avevo bisogno, così è nato un altro James Bond".
- Nel ventesimo film di James Bond, Agente 007 - La morte può attendere (Die Another Day), Pierce Brosnan, che interpreta il Bond cinematografico, si finge ornitologo e sfoglia il libro Birds of the West Indies in una scena all'inizio del film che si svolge all'Avana, Cuba.
- Al vero Bond un giorno fu negato l'accesso in aereo quando mostrò il suo passaporto all'equipaggio: riuscì a venire imbarcato solo dopo un po' di spiegazioni.

| Bond è l'abbreviazione standard utilizzata per le specie animali descritte da James Bond. Categoria:Taxa classificati da James Bond |